# 海軍大臣 (日本)

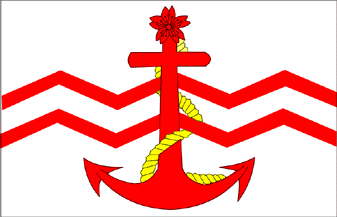
日本海軍大臣旗

海軍大臣（英語：Secretary of the Navy of Japan）是海軍省的首長，亦是日本戰前內閣成員（國務大臣）之一。1885年12月22日隨日本設立內閣制度而設此職，取代原有的太政官「海軍卿」職務。二戰後，隨著海軍省於1945年12月1日被廢除，海軍大臣一職已被廢除，共歷52代18人。現時相關職能由防衛大臣負責。
- 海軍大臣是由天皇任命，被任命者均是擁有海軍上將或海軍中將軍階的軍人。在1933年海军军令部更名为军令部前，海军大臣拥有仅次于天皇的海军指挥权。如1904年日俄战争时，海军出击命令即由海军大臣山本权兵卫男爵签署，海军军令部参谋山下源太郎传达给海军联合舰队。在1933年前，海军军令部仅仅是制定战时计划，奉天皇敕令检阅舰队的机构，实际权威不如海军省。在大本营设立后，所有海军军政机关都由海军大臣管理；海军军令部草拟的大本营海军部命令必须由海军大臣奉天皇圣旨向舰队下达。
- 第一次世界大战后，海军军令部的权力有所扩大，获得了向出征部队下达命令的权力。
- 1933年后，海軍大臣負責海軍的軍政管理，不具有指揮海軍的權力（海軍的指揮首長是軍令部總長）。军令部不仅负责草拟命令，下达作战命令也改为军令部总长奉敕下达。海军大臣不再具有指挥权。大本营的海军军政机关也要服从军令部的指挥。海军兵力数量的决定，也由军令部制定。海军大臣和海军省的权力压缩为：海军的人事和教育、会计和庶务、医务、军舰和飞机的设计和生产、出师准备、海军军官和飞行员的培养等行政事务。在擁有軍人不參政傳統的日本海軍中，海軍大臣是日本海軍中唯一容許牽涉政治的職務。

## 歷任大臣
| 代 | 姓名       | 照片            | 內閣            | 就任日         | 歷任日         | 兼任 |
| -- | ---------- | --------------- | --------------- | -------------- | -------------- | ---- |
| 1  | 西鄉從道   |                 | 第1次伊藤內閣   | 1885年12月22日 | 1888年4月30日  |      |
| 2  | 西鄉從道   | 黑田內閣        | 1888年4月30日   | 1889年12月24日 |                |      |
| 3  | 西鄉從道   | 第1次山縣內閣   | 1889年12月24日  | 1890年5月17日  |                |      |
| 4  | 樺山資紀   | 第1次山縣內閣   |                 | 1890年5月17日  | 1891年5月6日   |      |
| 5  | 樺山資紀   | 第1次松方內閣   | 1891年5月6日    | 1892年8月8日   |                |      |
| 6  | 仁禮景範   |                 | 第2次伊藤內閣   | 1892年8月8日   | 1893年3月11日  |      |
| 7  | 西鄉從道   |                 | 第2次伊藤內閣   | 1893年3月11日  | 1896年9月18日  |      |
| 8  | 西鄉從道   | 第2次松方內閣   | 1896年9月18日   | 1898年1月12日  |                |      |
| 9  | 西鄉從道   | 第3次伊藤內閣   | 1898年1月12日   | 1898年6月30日  |                |      |
| 10 | 西鄉從道   | 第1次大隈內閣   | 1898年6月30日   | 1898年11月8日  |                |      |
| 11 | 山本權兵衞 |                 | 第2次山縣內閣   | 1898年11月8日  | 1900年10月19日 |      |
| 12 | 山本權兵衞 | 第4次伊藤內閣   | 1900年10月19日  | 1901年6月2日   |                |      |
| 13 | 山本權兵衞 | 第1次桂內閣     | 1901年6月2日    | 1906年1月7日   |                |      |
| 14 | 齋藤實     |                 | 第1次西園寺內閣 | 1906年1月7日   | 1908年7月14日  |      |
| 15 | 齋藤實     | 第2次桂內閣     | 1908年7月14日   | 1911年8月30日  |                |      |
| 16 | 齋藤實     | 第2次西園寺內閣 | 1911年8月30日   | 1912年12月21日 |                |      |
| 17 | 齋藤實     | 第3次桂內閣     | 1912年12月21日  | 1913年2月20日  |                |      |
| 18 | 齋藤實     | 第1次山本內閣   | 1913年2月20日   | 1914年4月16日  |                |      |
| 19 | 八代六郎   |                 | 第2次大隈內閣   | 1914年4月16日  | 1915年8月10日  |      |
| 20 | 加藤友三郎 |                 | 第2次大隈內閣   | 1915年8月10日  | 1916年10月9日  |      |
| 21 | 加藤友三郎 | 寺內內閣        | 1916年10月9日   | 1918年9月29日  |                |      |
| 22 | 加藤友三郎 | 原內閣          | 1918年9月29日   | 1921年11月13日 |                |      |
| 23 | 加藤友三郎 | 高橋內閣        | 1921年11月13日  | 1922年6月12日  |                |      |
| 24 | 加藤友三郎 | 加藤友三郎內閣  | 1922年6月12日   | 1923年5月15日  | 內閣總理大臣   |      |
| 25 | 財部彪     | 加藤友三郎內閣  |                 | 1923年5月15日  | 1923年9月2日   |      |
| 26 | 財部彪     | 第2次山本內閣   | 1923年9月2日    | 1924年1月7日   |                |      |
| 27 | 村上格一   |                 | 清浦內閣        | 1924年1月7日   | 1924年6月11日  |      |
| 28 | 財部彪     |                 | 加藤高明內閣    | 1924年6月11日  | 1926年1月30日  |      |
| 29 | 財部彪     | 第1次若槻內閣   | 1926年1月30日   | 1927年4月20日  |                |      |
| 30 | 岡田啟介   |                 | 田中義一內閣    | 1927年4月20日  | 1929年7月2日   |      |
| 31 | 財部彪     |                 | 濱口內閣        | 1929年7月2日   | 1930年10月3日  |      |
| 32 | 安保清種   |                 | 濱口內閣        | 1930年10月3日  | 1931年4月14日  |      |
| 33 | 安保清種   | 第2次若槻內閣   | 1931年4月14日   | 1931年12月13日 |                |      |
| 34 | 大角岑生   |                 | 犬養內閣        | 1931年12月13日 | 1932年5月26日  |      |
| 35 | 岡田啟介   |                 | 齋藤內閣        | 1932年5月26日  | 1933年1月9日   |      |
| 36 | 大角岑生   |                 | 齋藤內閣        | 1933年1月9日   | 1934年7月8日   |      |
| 37 | 大角岑生   | 岡田內閣        | 1934年7月8日    | 1936年3月9日   |                |      |
| 38 | 永野修身   |                 | 廣田內閣        | 1936年3月9日   | 1937年2月2日   |      |
| 39 | 米內光政   |                 | 林內閣          | 1937年2月2日   | 1937年6月4日   |      |
| 40 | 米內光政   | 第1次近衞內閣   | 1937年6月4日    | 1939年1月5日   |                |      |
| 41 | 米內光政   | 平沼內閣        | 1939年1月5日    | 1939年8月30日  |                |      |
| 42 | 吉田善吾   |                 | 阿部內閣        | 1939年8月30日  | 1940年1月16日  |      |
| 43 | 吉田善吾   | 米內內閣        | 1940年1月16日   | 1940年7月22日  |                |      |
| 44 | 吉田善吾   | 第2次近衞內閣   | 1940年7月22日   | 1940年9月5日   |                |      |
| 45 | 及川古志郎 | 第2次近衞內閣   |                 | 1940年9月5日   | 1941年7月18日  |      |
| 46 | 及川古志郎 | 第3次近衞內閣   | 1941年7月18日   | 1941年10月18日 |                |      |
| 47 | 島田繁太郎 |                 | 東條內閣        | 1941年10月18日 | 1944年7月17日  |      |
| 48 | 野村直邦   |                 | 東條內閣        | 1944年7月17日  | 1944年7月22日  |      |
| 49 | 米內光政   |                 | 小磯內閣        | 1944年7月22日  | 1945年4月7日   |      |
| 50 | 米內光政   | 鈴木貫太郎內閣  | 1945年4月7日    | 1945年8月17日  |                |      |
| 51 | 米內光政   | 東久邇宮內閣    | 1945年8月17日   | 1945年10月9日  |                |      |
| 52 | 米內光政   | 幣原內閣        | 1945年10月9日   | 1945年12月1日  |                |      |